# Ama Mazama
Ama Mazama est également connue sous le nom de Marie-Josée Cérol. Native de la Guadeloupe, née le 8 avril 1961, elle est docteure en linguistique (Sorbonne Nouvelle, 1987), et enseigne au Department of African American Studies de la Temple University (États-Unis). Selon Stella Vincenot, elle serait « la plus fervente et la plus célèbre partisane de l'afrocentricité aux Antilles ». Ama Mazama a publié des ouvrages et articles fondés en afrocentricité ; courant épistémologique dont elle est l'une des rares auteurs francophones féminins. Ama Mazama est aussi mambo, c'est-à-dire prêtresse vaudou, initiée en Haïti.

## Œuvre
Dans ses premières publications, Ama Mazama a particulièrement insisté sur la description du créole guadeloupéen et sur ses caractéristiques communes avec plusieurs langues négro-africaines ; notamment celles du bassin du Congo. Elle a également pris une part importante dans la controverse entre créolité et afrocentricté, étant plutôt favorable à un ancrage africain de la culture guadeloupéenne et à des rapprochements entre les Antilles (entendues comme diaspora africaine) et l'Afrique. 

### Similitudes entre créole guadeloupéen et langues africaines
Le propos d'Ama Mazama vise, d'après l'auteur, à réhabiliter ou réévaluer les influences linguistiques africaines dans la formation de la langue guadeloupéenne. Selon elle, les populations afrodescendantes de la Guadeloupe seraient originaires d'Afrique centrale pour une part plus importante que dans d'autres colonies françaises. Ceci, parce que les colons guadeloupéens s'approvisionnaient en esclaves nègres, de manière significative, également auprès de négriers anglais et surtout hollandais. De plus, après l'abolition de la traite négrière, la plupart des « engagés » africains provenaient d'Afrique centrale. En sorte que les influences des langues bantoues seraient plus prégnantes dans le créole guadeloupéen que, par exemple, dans celui de la Martinique.

#### Postposition des déterminants nominaux
« le vase »
guadeloupéen : pot-la
wolof : ndap-la
« mon fils »
guadeloupéen : fis-an-mwen
kimbundu : mono-a-mi
« cette personne »
guadeloupéen : moun-lasa
kimbundumuntu yo

#### Marqueurs d'aspect et de temps préposés au prédicat
« je travaille »
guadeloupéen : an ka travay
kimbundu : Eme nga mubanga
« il travaille »
guadeloupéen : I ka travay
kimbundu : Eye wa mubanga
« ils travaillent »
guadeloupéen : Yo ka travay
kimbundu : Ene a mubanga

#### Idéophones
Négation, désaccord
guadeloupéen : awa (interjection)
kikongo : awa (interjection ou adverbe)
kimbundu : awa (interjection)
- guadeloupéen : bita-bita (« simultanément », « ensemble ») ,
- kikongo : bita-bita (« pêle-mêle »).

#### Morphèmes grammaticaux
« lequel »
guadeloupéen : ki
kikongo : nki
« Qu'est-ce que ? », « qui est-ce qui ? »
guadeloupéen : ka
kikongo : ka
« pour », « donner »
guadeloupéen : ba
kimbundu : ba

#### Lexique
« myriapode »
guadeloupéen : kongoliyo
kikongo : nkongolo
chauve-souris
guadeloupéen : gyenbo/genbo (« chauve-souris »)
kikongo : ngembo ( « roussette »)
banane
guadeloupéen : poto (sorte de banane)
kikongo : mboto (« banane verte »)
« poitrine »
guadeloupéen : makout
kimbundu : makutu
- guadeloupéen : makrélé (« moucharder ») ;
- kikongo : makela (« calomnie »)[7].

« derrière » (fesses)
guadeloupéen : bonda
kikongo : mbunda
kimbundu : mbunda (aussi « anus »)
« organes sexuels féminins »
guadeloupéen : founfoun
kikongo : funi/funu
« vagin »
guadeloupéen : kokot (aussi « clitoris »)
kikongo : kokodi
- guadeloupéen : kòk/kal (« pénis ») ;
- kikongo : koko (« pénis »), bakala (« mâle »).

Selon Ama Mazama, suivant en cela Mervyn Alleyne (en), « « Les mots [du guadeloupéen] appartenant à la sphère privée sont davantage susceptibles d'être d'origine africaine que ceux de la sphère publique. » Une sphère privée qui englobe aussi bien la « sexualité », la « spiritualité », que des mots « émotionnellement marqués ». En sorte que, inconsciemment ou non, la réalité guadeloupéenne serait intimement marquée par des influences (linguistiques, donc culturelles) africaines ».

### Articles
- Ama Mazama, «  Critique afrocentrique de l'Éloge de la Créolité », in Maryse Condé et Madeleine Cottenet-Hage (direction), Penser la Créolité, éd. Karthala, 1995.